# Gentianella cunninghamii
Gentianella cunninghamii är en gentianaväxtart. Gentianella cunninghamii ingår i släktet gentianellor, och familjen gentianaväxter.

## Underarter
Arten delas in i följande underarter:
- G. c. cunninghamii
- G. c. major